# فارنيزي هرقل
فارنيزي هرقل هو تمثال رخامي قديم لهرقل، مثل العديد من المنحوتات الرومانية القديمة الأخرى فهو نسخة من تمثال يوناني أقدم بكثير كان معروفًا جيدًا وقتها. التمثال حالياً ضمن مقتنيات متحف نابولي الوطني للآثار.